# Lista capitalelor și orașelor principale după țară

## Europa

### Albania
- Elbasan, în jur de 100.000 de locuitori
- Tirana, în jur de 586.000 de locuitori

### Andorra
- Andorra la Vella, în jur de 22.000 de locuitori

### Austria
- Graz, în jur de 290.000 de locuitori
- Innsbruck, în jur de 120.000 de locuitori
- Linz, în jur de 190.000 de locuitori
- Salzburg, în jur de 150.000 de locuitori
- Viena, în jur de 1.600.000 de locuitori

### Belarus
- Minsk, în jur de 1.720.000 de locuitori

### Belgia
- Anvers, în jur de 470.000 de locuitori
- Bruxelles, în jur de 1.100.000 de locuitori
- Oostende, în jur de 70.000 de locuitori

### Bosnia și Herțegovina
- Sarajevo, în jur de 420.000 de locuitori

### Bulgaria
- Burgas, în jur de 210.000 de locuitori
- Plovdiv, în jur de 380.000 de locuitori
- Ruse, în jur de 176.000 de locuitori
- Sofia, în jur de 1.300.000 de locuitori
- Varna, în jur de 345.000 de locuitori

### Croația
- Rijeka, în jur de 145.000 de locuitori
- Split, în jur de 199.000 de locuitori
- Zagreb, în jur de 975.000 de locuitori

### Cipru
- Larnaca, în jur de 75.000 de locuitori
- Nicosia, în jur de 260.000 de locuitori

### Cehia
- Brno, în jur de 384.000 de locuitori
- Olomouc, în jur de 101.000 de locuitori
- Praga, în jur de 1.200.000 de locuitori

### Danemarca
- Copenhaga, în jur de 505.000 locuitori

### Elveția
- Berna, în jur de 130.000 de locuitori
- Geneva, în jur de 185.000 de locuitori
- Zürich, în jur de 370.000 de locuitori

### Estonia
- Tallinn, în jur de 401.000 de locuitori
- Tartu, în jur de 101.000 de locuitori

### Finlanda
- Helsinki, în jur de 560.000 de locuitori
- Tampere, în jur de 200.000 de locuitori

### Franța
- Brest, în jur de 157.000 de locuitori
- Bordeaux, în jur de 230.000 de locuitori
- Grenoble, în jur de 185.000 de locuitori
- Le Havre, în jur de 194.000 de locuitori
- Lyon, în jur de 470.000 de locuitori
- Marsilia, în jur de 821.000 de locuitori
- Nantes, în jur de 300.000 de locuitori
- Nisa, în jur de 345.000 de locuitori
- Paris, în jur de 2.200.000 de locuitori
- Strasbourg, în jur de 273.000 de locuitori
- Saint-Étienne, în jur de 176.000 de locuitori
- Toulouse, în jur de 444.000 de locuitori

### Germania
- Berlin, în jur de 3.400.000 de locuitori
- Bremen, în jur de 663.000 de locuitori
- Dresda, în jur de 505.000 de locuitori
- Düsseldorf, în jur de 582.000 de locuitori
- Hamburg, în jur de 1.740.000 de locuitori
- Hanovra, în jur de 523.000 de locuitori
- Leipzig, în jur de 500.000 de locuitori
- München, în jur de 1.350.000 de locuitori
- Stuttgart, în jur de 594.000 de locuitori

### Republica Moldova
- Bălți, în jur de 126.728 de locuitori
- Chișinău, în jur de 785.100 de locuitori
- Tiraspol, în jur de 159.163 de locuitori

### România
- Arad, în jur de 150.000 de locuitori
- Brașov, în jur de 277.000 de locuitori
- Brăila, în jur de 220.000 de locuitori
- București, în jur de 2.300.000 de locuitori
- Constanța, în jur de 302.000 de locuitori
- Cluj Napoca, în jur de 350.000 de locuitori
- Craiova, în jur de 310.000 de locuitori
- Galați, în jur de 292.000 de locuitori
- Iași, în jur de 325.000 de locuitori
- Pitești, în jur de 155.000 de locuitori
- Ploiești, în jur de 232.000 de locuitori
- Oradea, în jur de 207.000 de locuitori
- Timișoara, în jur de 328.000 de locuitori